# André Navereau
André Navereau, né le 10 mars 1896 à Saint-Brieuc et mort le 27 mai 1978 à Fontainebleau, est un général de corps d'armée français, grand officier de la Légion d'honneur.

## Biographie

### Première Guerre mondiale
Mobilisé pendant la Première Guerre mondiale au sein du 42e régiment d'artillerie de campagne, il est blessé à Verdun en 1917. Il est successivement promu sous-lieutenant en 1916, lieutenant en 1918 puis capitaine en 1926.

### Officier supérieur
Il sort premier de l'École supérieure de guerre en 1932 puis est affecté comme chef d'escadron à Nice à la 29e division d'infanterie alpine.
Après l'attentat de Marseille, il rejoint le général Georges au Conseil supérieur de la guerre ; il reçoit un mot de son supérieur le général Boris (1878-1946) : « Je vous ai promis au Général Georges » . Il l'assiste dans la rédaction des règlements. Très apprécié du général Georges, il l'accompagne pendant plusieurs années.
Avant-guerre, il commande un groupe du 4e régiment d'artillerie à Colmar. En 1939, il est nommé adjoint au chef de cabinet de Georges au Grand quartier général de l'armée.
En 1942, le colonel Navereau est chef de corps du 68e régiment d'artillerie en Algérie et devient chef du cabinet militaire du général Juin à Alger en août 1943.
Il commande ensuite l’artillerie de la 4e division marocaine de montagne engagée en Italie, en France et enfin en Allemagne puis l’artillerie du 1er corps d’armée.

### Officier général
Nommé général de brigade le 25 mars 1945, il commande jusqu'en 1948 l’École d'application de l'artillerie à Idar-Oberstein en zone d'occupation française en Allemagne.
En 1948, il est nommé sous-chef d’état-major du général de Lattre de Tassigny commandant en chef des armées de l’Europe occidentale à Fontainebleau. Il est promu général de division en 1949.
À la mort du général Georges, alors qu'il remplace de Lattre en Indochine, comme chef des forces terrestres de l'Europe occidentale, il rédige un article pour rendre hommage à son ancien chef mais Jules Moch lui interdit de le transmettre à la presse.
Il commande de 1951 à 1953 la 4e division d'infanterie en Allemagne à Fribourg-en-Brisgau.
Commandant de la 6e région militaire puis gouverneur militaire de Metz en 1953, il est membre du Conseil supérieur de la guerre en 1955 et prend sa retraite en mars 1956.
Il présidera la Fédération nationale des associations de sous-officiers de réserve.
Il est le père du général d'armée Hervé Navereau, qui a été notamment gouverneur militaire de Paris.

## Décorations
Grand officier de la Légion d'honneur
 Croix de guerre 1914–1918
 Croix de guerre 1939–1945
 Grand officier de l'Ordre de la Couronne de chêne (Luxembourg) 
 Legion of Merit